# The Hour
The Hour ist eine britische Fernsehserie mit Ben Whishaw, Dominic West und Romola Garai in den Hauptrollen. Sie wurde im Auftrag der BBC produziert und handelt von den Plänen der BBC, zu Zeiten der Sueskrise im Juni 1956 eine Sendung zu entwickeln, die sich mit dem aktuellen Zeitgeschehen auseinandersetzt. Die Serie besteht aus zwei Staffeln und 12 Episoden. Ihre Erstausstrahlung hatte die Serie am 19. Juli 2011 beim Sender BBC Two.

## Handlung
In der ersten Staffel, beginnend im Herbst 1956, ist der Reporter Freddie Lyon unzufrieden mit seinem Job, Wochenschauen für die BBC zu produzieren. Verzweifelt darüber, nicht selbst ins Fernsehen zu kommen, ist Freddie nicht bewusst, dass seine beste Freundin Bel Rowley von ihrem Mentor Clarence Fendley ausgewählt wurde, um ein neues Nachrichtenmagazin unter dem Titel The Hour (englisch für ‚Die Stunde‘) zu produzieren. Rowley wählte die erfahrene Kriegsberichterstatterin Lix Storm aus, sich um die ausländischen Berichte für das Programm zu kümmern, sodass Freddie die inländischen Nachrichten übernimmt, eine Position, die er als minderwertig empfindet. Für den Moderator des Programms wählt Clarence den gut aussehenden und edel wirkenden Hector Madden. Sie werden dabei von Thomas Kish unterstützt, einem mysteriösen und wortkargen Übersetzer für die BBC, der ihnen bei der Reportage über die Sueskrise hilft.
Während das Team bemüht ist, die Show zusammenzustellen, wird Freddie von Ruth Elms angesprochen, der Tochter eines Mitglieds des House of Lords, die Freddies Mutter beschäftigt. Sie fragt ihn, ob er den Mord an Peter Darrall untersuchen könne, einem College-Professor, den sie kannte. Bald darauf findet Freddie sie tot in ihrem Hotelzimmer, ein scheinbarer Selbstmord.

## Besetzung und Synchronisation
Die deutsche Synchronisation entstand nach einem Dialogbuch und unter der Dialogregie von Frank Wesel durch die Synchronfirma TaunusFilm Synchron GmbH in Berlin.
| Figur            | Darsteller            | Deutscher Sprecher |
| ---------------- | --------------------- | ------------------ |
| Freddie Lyon     | Ben Whishaw           | Asad Schwarz       |
| Hector Madden    | Dominic West          | Oliver Stritzel    |
| Bel Rowley       | Romola Garai          | Claudia Gáldy      |
| Clarence Fendley | Anton Lesser          | Gerald Schaale     |
| Angus McCain     | Julian Rhind-Tutt     | Viktor Neumann     |
| Isaac Wengrow    | Joshua McGuire        | Tobias Nath        |
| Sissy Cooper     | Lisa Greenwood        | Kaya Möller        |
| Lix Storm        | Anna Chancellor       | Arianne Borbach    |
| Thomas Kish      | Burn Gorman           | Martin Kautz       |
| Lady Elms        | Juliet Stevenson      | Liane Rudolph      |
| Lord Elms        | Tim Pigott-Smith      | Bert Franzke       |
| Adam Le Ray      | Andrew Scott          | Robin Kahnmeyer    |
| Marnie Madden    | Oona Castilla Chaplin | Maria Koschny      |

## Ausstrahlung
Die Erstausstrahlung erfolgte am 19. Juli 2011 bei den beiden Sendern BBC Two und BBC HD. Die Premiere verfolgten 2,68 Millionen Menschen bei BBC Two und weitere 166.000 Menschen bei BBC HD, was zusammen knapp 2,9 Millionen Zuschauer ergibt. Die weiteren fünf Episoden der ersten Staffel wurde jeweils dienstags bis zum 23. August 2011 gezeigt. Während die Einschaltquote der zweiten Episode im Gegensatz zur ersten um etwa eine Million Zuschauer schrumpfte, blieb sie bei den weiteren Episoden im Bereich um die 1,8 bis 2 Millionen Zuschauer. Vier Tage nach dem Ende der ersten Staffel wurde eine zweite Staffel bestellt, die zusammen mit BBC America produziert wurde. Die Ausstrahlung bei BBC Two begann am 14. November und wurde am 13. Dezember 2012 beendet. Die Einschaltquoten sind gegenüber der ersten Staffel auf nur noch um die 1,2 bis 1,3 Millionen gesunken. Infolgedessen gab die BBC im Februar 2013 die Einstellung der Serie bekannt.
In Deutschland zeigte Arte die Ausstrahlung der sechsteiligen ersten Staffel vom 7. bis zum 21. März 2013 in Doppelfolgen. Die Ausstrahlung der sechsteiligen zweiten Staffel erfolgte zweigeteilt am 21. und 28. November 2013 mit jeweils drei Folgen am Stück. The Hour wurde in über zwanzig verschiedenen Ländern in weltweit ausgestrahlt, darunter in Schweden, Norwegen, den Vereinigten Staaten und Südafrika. In Kanada und Lateinamerika war die Serie seit Januar 2012 über das Video-on-Demand-Netzwerk Netflix abrufbar.

## Episodenliste

### Staffel 1
| Nr. (ges.) | Nr. (St.) | Deutscher Titel | Originaltitel | Erstausstrahlung UK | Deutschsprachige Erstausstrahlung (D) | Regie          | Drehbuch   |
| ---------- | --------- | --------------- | ------------- | ------------------- | ------------------------------------- | -------------- | ---------- |
| 1          | 1         | Folge 1         | Episode 1     | 19. Juli 2011       | 7. März 2013                          | Coky Giedroyc  | Abi Morgan |
| 2          | 2         | Folge 2         | Episode 2     | 26. Juli 2011       | 7. März 2013                          | Coky Giedroyc  | Abi Morgan |
| 3          | 3         | Folge 3         | Episode 3     | 2. Aug. 2011        | 14. März 2013                         | Harry Bradbeer | Abi Morgan |
| 4          | 4         | Folge 4         | Episode 4     | 9. Aug. 2011        | 14. März 2013                         | Harry Bradbeer | Abi Morgan |
| 5          | 5         | Folge 5         | Episode 5     | 16. Aug. 2011       | 21. März 2013                         | Jamie Payne    | Abi Morgan |
| 6          | 6         | Folge 6         | Episode 6     | 23. Aug. 2011       | 21. März 2013                         | Jamie Payne    | Abi Morgan |

### Staffel 2
| Nr. (ges.) | Nr. (St.) | Deutscher Titel | Originaltitel | Erstausstrahlung UK | Deutschsprachige Erstausstrahlung (D) | Regie              | Drehbuch      |
| ---------- | --------- | --------------- | ------------- | ------------------- | ------------------------------------- | ------------------ | ------------- |
| 7          | 1         | Folge 1         | Episode 1     | 14. Nov. 2012       | 21. Nov. 2013                         | Sandra Goldbacher  | Abi Morgan    |
| 8          | 2         | Folge 2         | Episode 2     | 21. Nov. 2012       | 21. Nov. 2013                         | Sandra Goldbacher  | Abi Morgan    |
| 9          | 3         | Folge 3         | Episode 3     | 28. Nov. 2012       | 21. Nov. 2013                         | Catherine Morshead | Nicole Taylor |
| 10         | 4         | Folge 4         | Episode 4     | 5. Dez. 2012        | 28. Nov. 2013                         | Catherine Morshead | George Kay    |
| 11         | 5         | Folge 5         | Episode 5     | 12. Dez. 2012       | 28. Nov. 2013                         | Jamie Payne        | Abi Morgan    |
| 12         | 6         | Folge 6         | Episode 6     | 13. Dez. 2012       | 28. Nov. 2013                         | Jamie Payne        | Abi Morgan    |

## Rezeption

### Kritik
Die Serie erhielt gemischte Bewertungen. Sam Wollaston vom The Guardian brachte seine Skepsis durch einen beliebten Vergleich mit Mad Men zum Ausdruck und nannte die erste Episode einen „Langsamstarter“ und „ein bisschen Mischmasch – Drop the Dead Donkey trifft Spooks – Im Visier des MI5“, meinte aber, dass sie insgesamt „genug Intrigen beinhalte, um Lust auf mehr“ zu machen. AA Gill wiederum nannte die Serie in der Sunday Times einen „selbstzufriedenen Quatsch“ mit „einem Skript, das einen Bruce-Willis-Film beschämen würde“, und Michael Deacon vom Telegraph stufte sie ein als „eine Übung, die Vergangenheit dafür zu schelten, nicht den politisch korrekten Idealen des 21. Jahrhunderts gerecht zu werden“, obwohl er Morgans Drehbuch lobte und abschließend erklärte, er „würde The Hour nicht zu früh aufgeben“. Trotzdem gab es einige Kritik am Drehbuch, welches nicht ausreichend überzeugte, und die Drehbuchautorin Abi Morgan gab zu, dass ein paar Zeilen nicht funktionieren.
Bei ihrer US-amerikanischen Premiere beim Sender BBC America wurde die Serie gut aufgenommen, so erreichte sie bei Metacritic, basierend auf 17 Rezensionen, einen Metascore von 81/100.

### Auszeichnungen und Nominierungen
The Hour und dessen Besetzung wurden für verschiedene Auszeichnungen in den Vereinigten Staaten und Großbritannien nominiert, darunter eine Nominierung für den Golden Globe im Jahr 2012. Nachfolgende Liste beinhaltet eine Auswahl aller Auszeichnungen und Nominierungen der Serie:

#### Auszeichnungen
Broadcasting Press Guild Award
- 2012: Auszeichnung in der Kategorie Best Actor für Dominic West

Cinéma Tous Ecrans
- 2011: Auszeichnung mit dem Audience Award in der Kategorie Best International Television Series für The Hour
- 2011: Auszeichnung mit dem Le Reflet d’Or in der Kategorie Best International Television Series für The Hour

#### Nominierungen
Golden Globe Award
- 2012: Nominierung in der Kategorie Beste Mini-Serie oder TV-Film für The Hour
- 2012: Nominierung in der Kategorie Bester Hauptdarsteller – Mini-Serie oder TV-Film für Dominic West
- 2012: Nominierung in der Kategorie Beste Hauptdarstellerin – Mini-Serie oder TV-Film für Romola Garai
- 2013: Nominierung in der Kategorie Beste Mini-Serie oder TV-Film für The Hour.

Emmy
- 2012: Nominierung in der Kategorie Bestes Drehbuch bei einer Miniserie, Fernsehfilm oder Dramatic Special für Abi Morgan

British Academy Television Award
- 2012: Nominierung in der Kategorie Best Photography and Lighting (Fiction/Entertainment) für Chris Seager

Critics’ Choice Television Awards 2013
- 2013: Nominierung in der Kategorie Bester Film oder Miniserie für The Hour
- 2013: Nominierung in der Kategorie Bester Hauptdarsteller in einem Film oder Miniserie für Dominic West
- 2013: Nominierung in der Kategorie Beste Hauptdarstellerin in einem Film oder Miniserie für Romola Garai

Broadcasting Press Guild Award
- 2012: Nominierung in der Kategorie Best Drama Series für The Hour
- 2012: Nominierung in der Kategorie Best Actress für Romola Garai